# Elusa antennata
Elusa antennata là một loài bướm đêm trong họ Noctuidae.